# Joe Guyon
Joseph Napoleon Guyon (White Earth, 26 novembre 1892 – Louisville, 27 novembre 1971) è stato un giocatore di football americano statunitense che ha giocato nella National Football League (NFL) negli anni 20. È stato inserito nella Pro Football Hall of Fame nel 1966. Guyon era un indiano d'America della tribù degli Ojibwa.

## Carriera professionistica
Guyon firmò per giocare nel football professionistico coi Canton Bulldogs nel 1919. Dopo la nascita della NFL nel 1920, egli fu disputò sette stagioni con Washington Senators, Cleveland Indians, Oorang Indians, Rock Island Independents, Kansas City Cowboys e New York Giants. Dal 1919 al 1924, fu compagno dell'altro leggendario halfback di origine indiana, Jim Thorpe. Le loro strade si divisero quando nella stagione 1924 Guyon lasciò gli Independents per trasferirsi a Kansas City. Rimase coi Cowboys nel 1925 mentre Thorpe andò ai Giants.
Nel 1927, anche Guyon passò ai Giants guidando la squadra alla vittoria del campionato NFL in quell'anno, il suo ultimo come professionista.
Guyon in seguito allenò la squadra di baseball della Clemson University dal 1928 al 1931 e la squadra di football alla St. Xavier High School a Louisville, Kentucky, dal 1931 al 1933, con un record di 16-7-2.

## Palmarès
- (1) Campionato NFL (1927)
- Formazione ideale della NFL degli anni 1920
- Pro Football Hall of Fame
- College Football Hall of Fame